# DIWレコード
DIWレコード（DIW Records）は、アヴァンギャルド・ジャズを専門とする日本のレコード会社、レコード・レーベル。ディスクユニオンの子会社である。杉山和紀が、ジョン・ゾーンと共にツァディク・レコードを始める前、レーベルのエグゼクティブ・プロデューサーを務めた。
「DIW (ディウ)」の名前は「Discs In the World」の略で、アメリカとヨーロッパのレーベルからの最新リリースを発表してきたディスクユニオンの店舗で販売されていた音楽雑誌に由来している。1983年、ウィルバー・モリスはファースト・アルバムをDIWのためにニューヨークで録音した。そのカタログには、アート・アンサンブル・オブ・シカゴ、レスター・ボウイ、ジェームズ・カーター、スティーヴ・グロスマン、ハロルド・メイバーン、デヴィッド・マレイ、ジェームズ・ブラッド・ウルマー、デヴィッド・S・ウェア、ロドニー・ウィテカー、ジョン・ゾーンの音楽が含まれている。